# Anodontoceras
Anodontoceras är ett släkte av tvåvingar. Anodontoceras ingår i familjen gallmyggor.
Kladogram enligt Catalogue of Life:
| Anodontoceras | \| \| Anodontoceras saigusai \| \| \| \| \| \| Anodontoceras yukawai \| \| \| \| |
|               | \| \| Anodontoceras saigusai \| \| \| \| \| \| Anodontoceras yukawai \| \| \| \| |
|               | Anodontoceras saigusai                                                           |
|               |                                                                                  |
|               | Anodontoceras yukawai                                                            |
|               |                                                                                  |